# Waru: kanketsu-hen
Waru: kanketsu-hen (en japonés: 悪 WARU 完結編, WARU: kanketsu-hen?) también conocida como Waru: The End, es una película japonesa de acción dirigida por Takashi Miike en 2006, que adaptada un manga creado Hisao Maki e ilustrado por Joya Kagemaru.
Es una secuela de Waru de 2006, también dirigida por Takashi Miike.

## Argumento
Después de una feroz batalla con la mafia del lejano Oriente, Yoji Himuro (Aikawa), pierde tristemente a su aliado y amigo Juro Sarashina. 
Yoji que desaparece en la batalla, es dado por muerto y su mujer suele ir a visitar su tumba. 
Mientras tanto ocurre un incidente en el que la primera dama de Estados Unidos, que se encuentra de visita en Japón, es secuestrada. 
El detective Sakuragi (Ryo Ishibashi) deambula por las calles tratando de investigar sobre un grupo de terroristas de extrema derecha con vínculos con el mundo empresarial, que parece estar relacionado con el secuestro.
 Finalmente, como era de esperar, Himuro reaparece retomando sus deberes como profesor de kendo. Entretanto, tendrá que enfrentarse a un joven que es un maestro de la espada, miembros de la yakuza y finalmente, con decenas de enemigos. Volviendo así a retomar, como antaño hizo con su amigo Sarashima, la batalla solidaria contra el mal que impera a la sombra de la sociedad.

## Reparto
| Actor                   | Papel        |
| ----------------------- | ------------ |
| Show Aikawa             | Yoji Himuro  |
| Hisao Maki              | Un Dios      |
| Yoshihiko Hakamada      | Genji        |
| Hikaru Kawamura         |              |
| Kōki Okada              |              |
| Hideki Sone (Yûta Sone) |              |
| Rei Okazaki             |              |
| Shion Machida           |              |
| Akira Maeda             |              |
| satoru sayama           |              |
| Johnny Okura            |              |
| Hitoshi Ozawa           |              |
| Guts Ishimatsu          |              |
| Tamio Kawachi           |              |
| Ryo Ishibashi           | Sakuragi     |
| Masumi Okada            |              |
| Keiko Matsuzaka         | Reiko Misugi |

## Lanzamiento y producción
"WARU: kanketsu-hen" es una película japonesa estrenada el 25 de febrero de 2006, y sirvió para conmemorar el 45 aniversario del escritor Hisao Maki. Se realizó una adaptación cinematográfica de su popular novela gráfica "Waru Final Chapter". La serie "Waru" es una popular novela gráfica que se ha estado escribiendo durante casi 36 años.Comenzó a publicarse en la revista semanal Shūkan Shōnen Magazine de Kodansha en 1970, y terminó siendo un manga de larga tirada con varias secuelas que se fueron publicando como "Shinsho Waru (新書ワル)" en Akita Shoten,como "Waru Seiden (ワル正伝)" en Likura Shobo y como "Waru Final Chapter (ワル最終章)" en Core Magazine.
Se han realizado un total de 12 películas sobre Waru desde 1973, con diferentes directores y protagonistas.
El director Takashi Miike, que ya ha trabajado en otras ocasiones con Hisao Maki, realiza esta película con Show Aikawa como protagonista, en el papel de Yoji Himuro. Fue una película de gran éxito en Japón que duró más de dos horas (123 min.) cuando se estrenó en los cines, pero que luego se dividió en dos partes: "Waru (悪 WARU)" y "Waru: kanketsu-hen (悪 WARU 完結編)".

Waru Final Chapter (ワル最終章) fue lanzada en DVD en 2006 por GP Museum Soft en Japón, y cuenta con una entrevista especial a Keiko Matsuzaka y Ryo Ishibashi. 

## Recepción
Panos Kotzathanasis en una reseña para Asian Movie Pulse, escribió: «El guion es un verdadero desastre, incluso peor que la primera parte, con Maki superándose incluso a sí mismo. “Waru: Kanketsu-Hen” está definitivamente entre las peores películas que Miike haya rodado, y su falta de calidad se vuelve aún mayor si se considera la fecha en que se rodó, ya que, en 2006, Miike ya había rodado varias de sus mejores películas ( Audition, Gozu, Agitator, etc.)».